# Kleinlasseln
Kleinlasseln (rumänisch Laslău Mic, ungarisch Kisszentlászló) ist ein Dorf im Kreis Mureș in der Region Siebenbürgen in Rumänien. Es ist Teil der Gemeinde Suplac.

## Geographische Lage

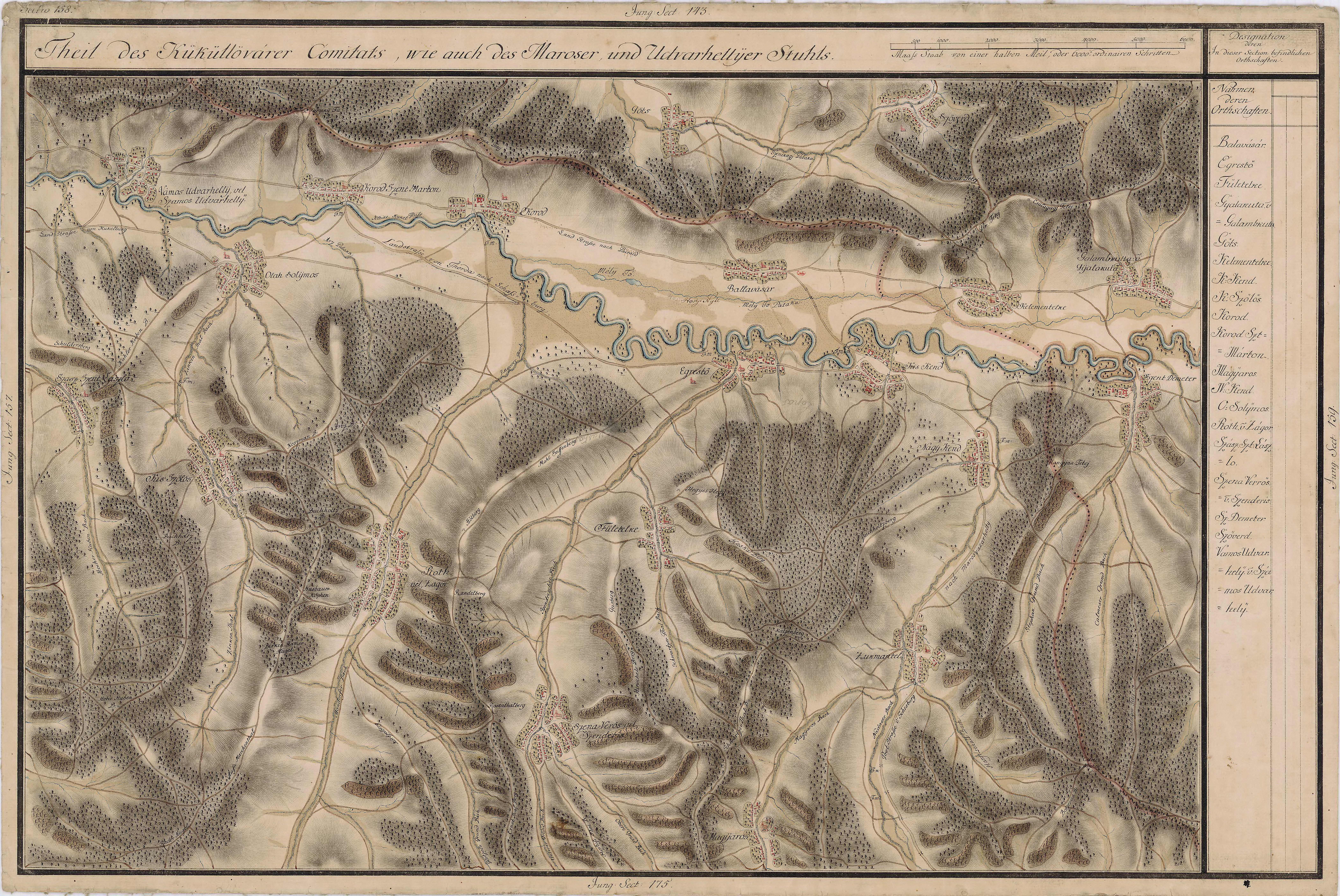
Laslău Mic unter Szasz Szent Laszlo in der Josephinischen Landaufnahme von 1769 bis 1773

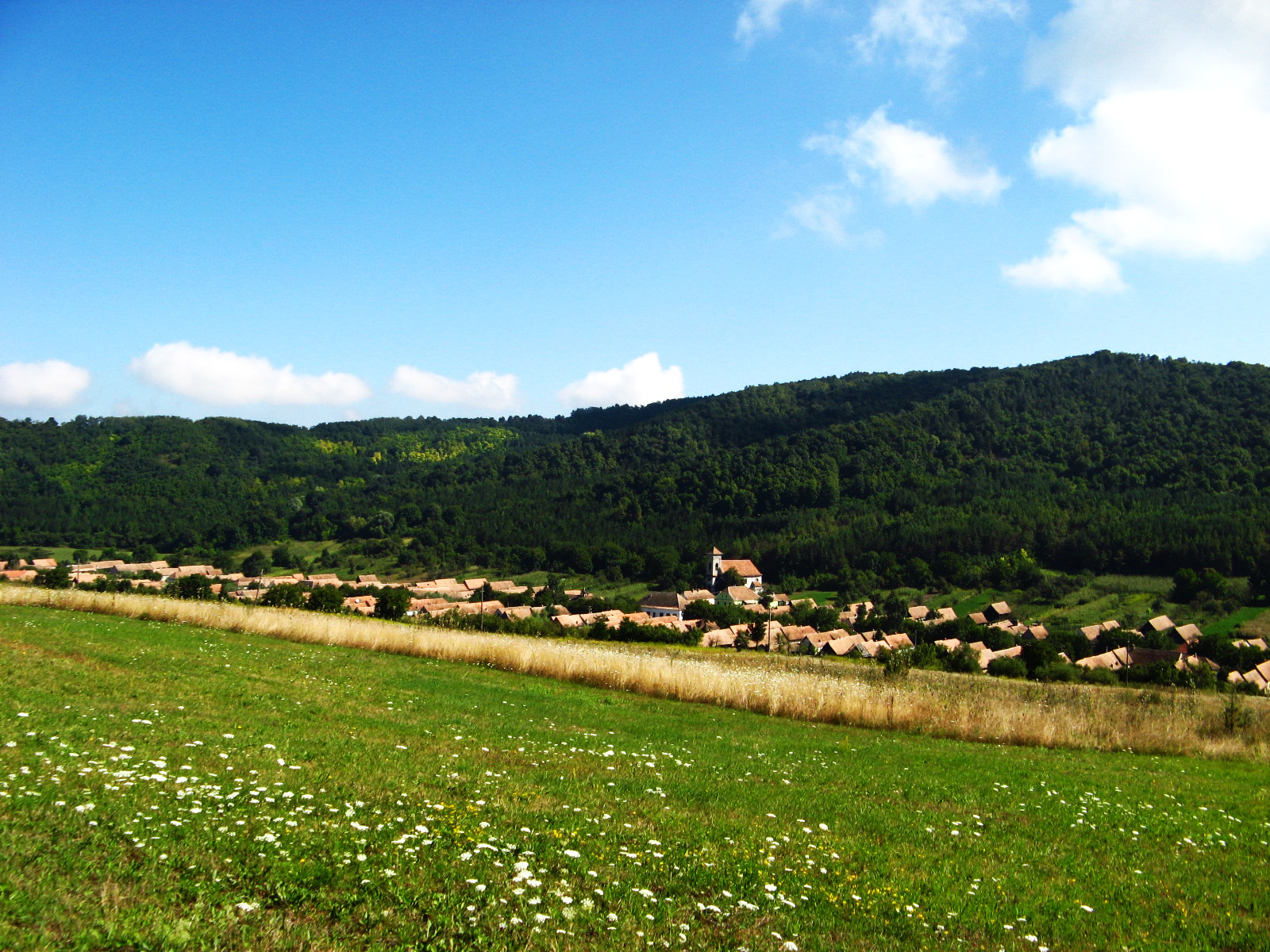
Blick auf Laslău Mic

Im Kokeltal (Podișul Târnavelor) im Süden des Kreises Mureș, am Bach Sântioana – ein Nebenfluss der Târnava Mică (Kleine Kokel) – und der Dorfstraße (drum comunal) DC 70, befindet sich der Ort Laslău Mic drei Kilometer südlich vom Gemeindezentrum und 21 Kilometer nordöstlich von der Stadt Târnăveni (Sankt Martin) entfernt.

## Geschichte
Urkundlich erstmals erwähnt wurde der Ort im Jahr 1332. Anfang des 18. Jahrhunderts siedelten sich hier 13 Siebenbürger-Sächsische Fronbauern aus Laslău Mare (Rumänisch Lasseln) des Grafen Bethlen an.

## Bevölkerung
Die Bevölkerung in Laslău Mic entwickelte sich wie folgt:
| Volkszählung | Volkszählung | Ethnische Zusammensetzung | Ethnische Zusammensetzung | Ethnische Zusammensetzung | Ethnische Zusammensetzung |
| Jahr         | Bevölkerung  | Rumänen                   | Ungarn                    | Deutsche                  | andere                    |
| ------------ | ------------ | ------------------------- | ------------------------- | ------------------------- | ------------------------- |
| 1850         | 579          | 15                        | 1                         | 542                       | 21                        |
| 1920         | 691          | 47                        | 25                        | 619                       | -                         |
| 1941         | 743          | 7                         | 9                         | 676                       | 51                        |
| 1966         | 751          | 135                       | 5                         | 575                       | 36                        |
| 1977         | 694          | 123                       | 5                         | 534                       | 32                        |
| 1992         | 427          | 123                       | 14                        | 116                       | 174                       |
| 2002         | 406          | 180                       | 35                        | 12                        | 179                       |
| 2011         | 363          | 191                       | 28                        | 6                         | 138 (121 Roma)            |

Seit 1850 wurde auf dem Gebiet der heutigen Dorfes die höchste Einwohnerzahl 1966 registriert. Die höchste Einwohnerzahl der Rumäniendeutschen wurde 1941, die der Rumänen, der Roma (179) und die der Magyaren 2002 ermittelt.

## Sehenswürdigkeiten
- Die evangelische Kirche[6]